# Seznam maďarských spisovatelů
Seznam maďarských spisovatelů obsahuje přehled některých významných spisovatelů, narozených nebo převážně publikujících v Maďarsku. 

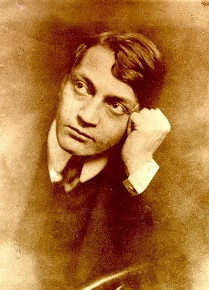
Ady Endre

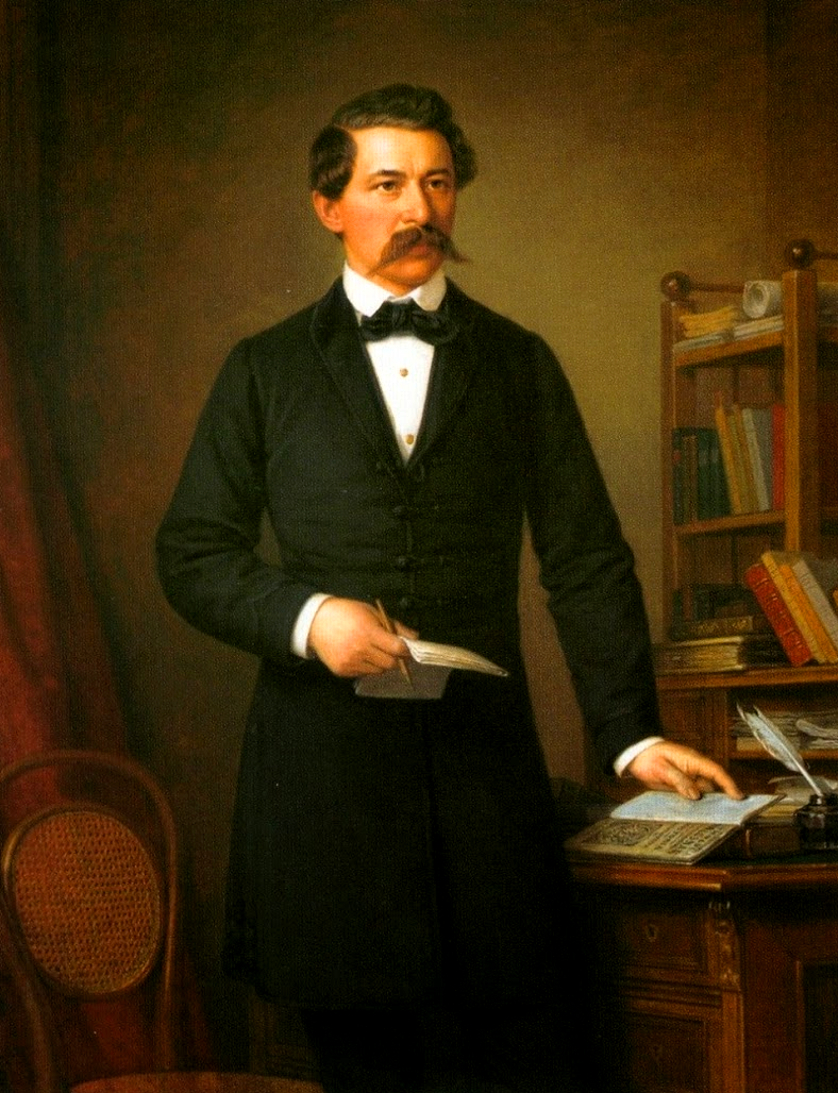
Arany János

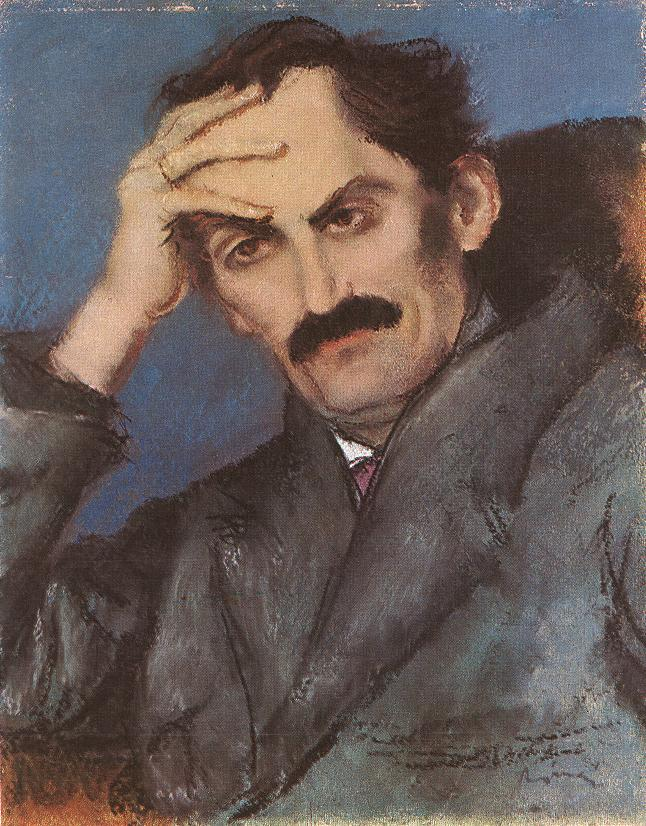
Babits Mihály

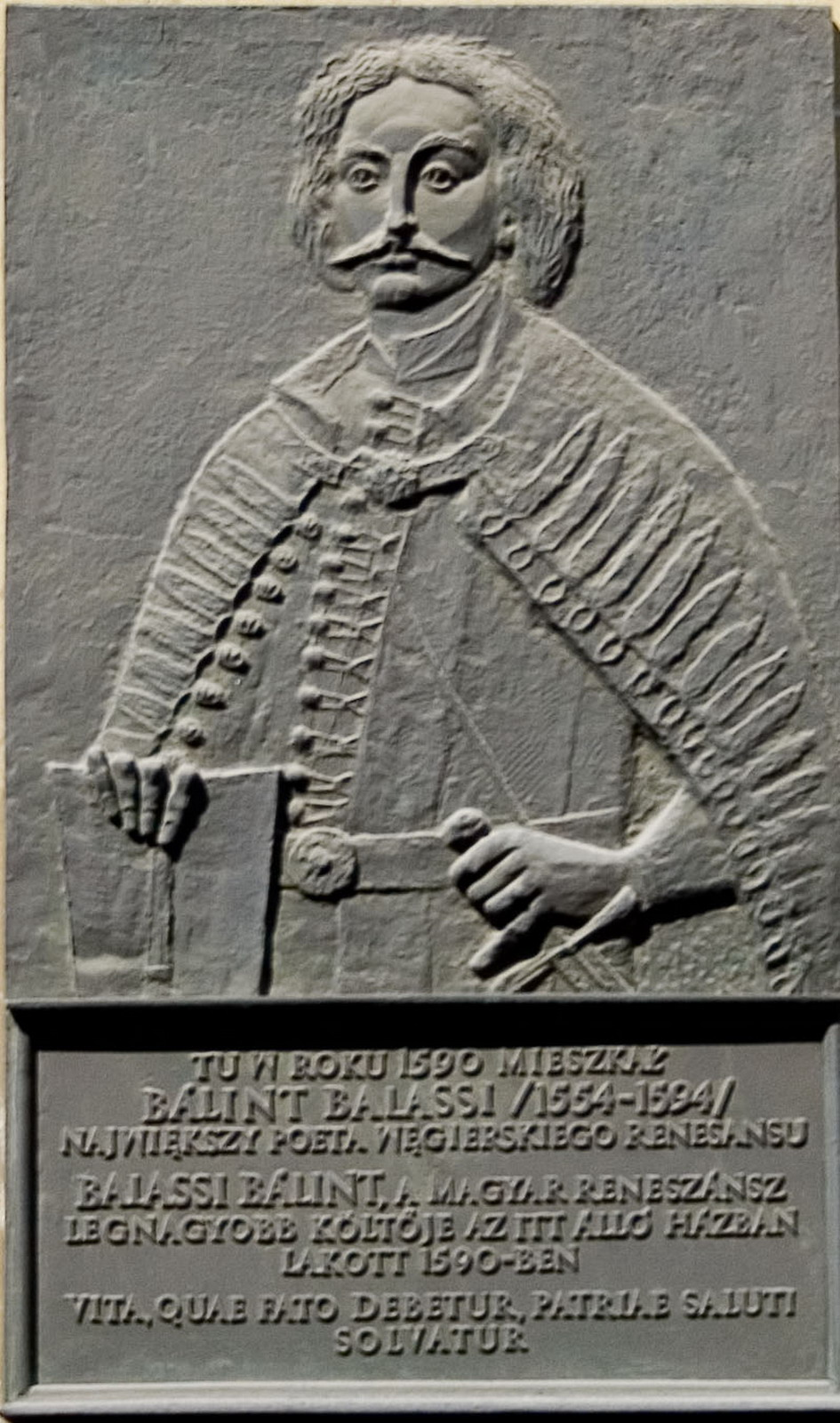
Balassi Bálint

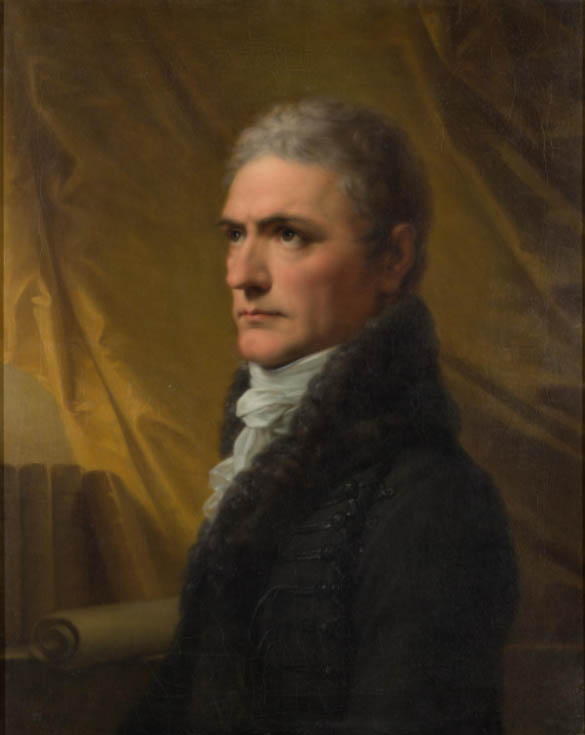
Batsányi János

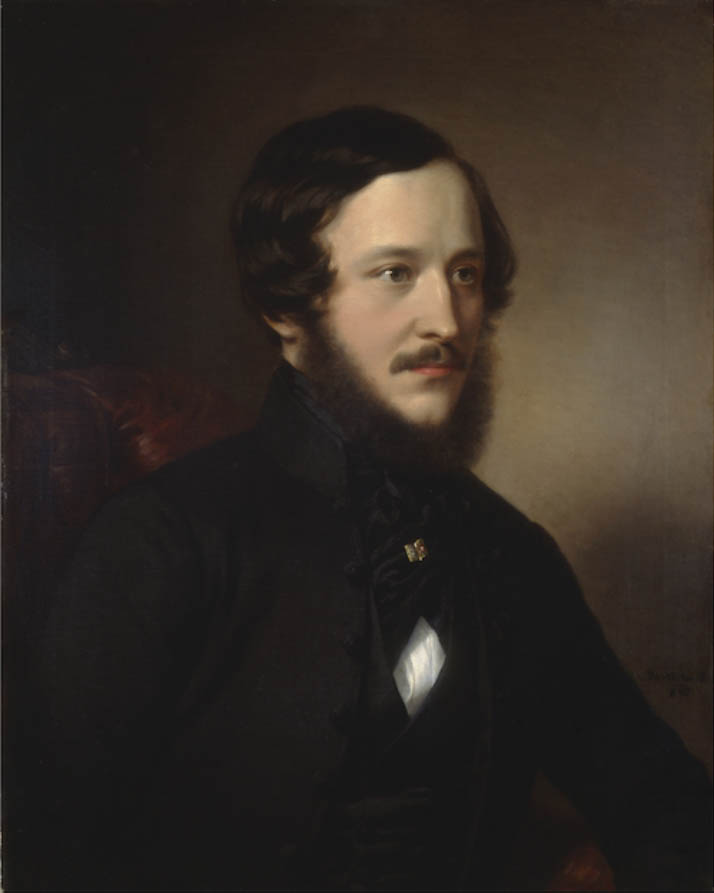
Eötvös József

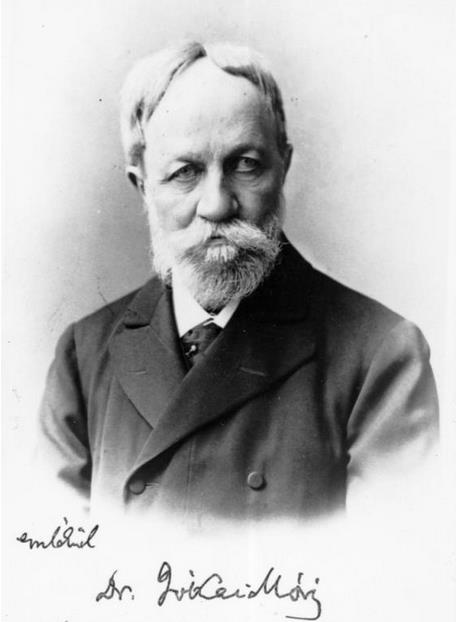
Jókai Mór

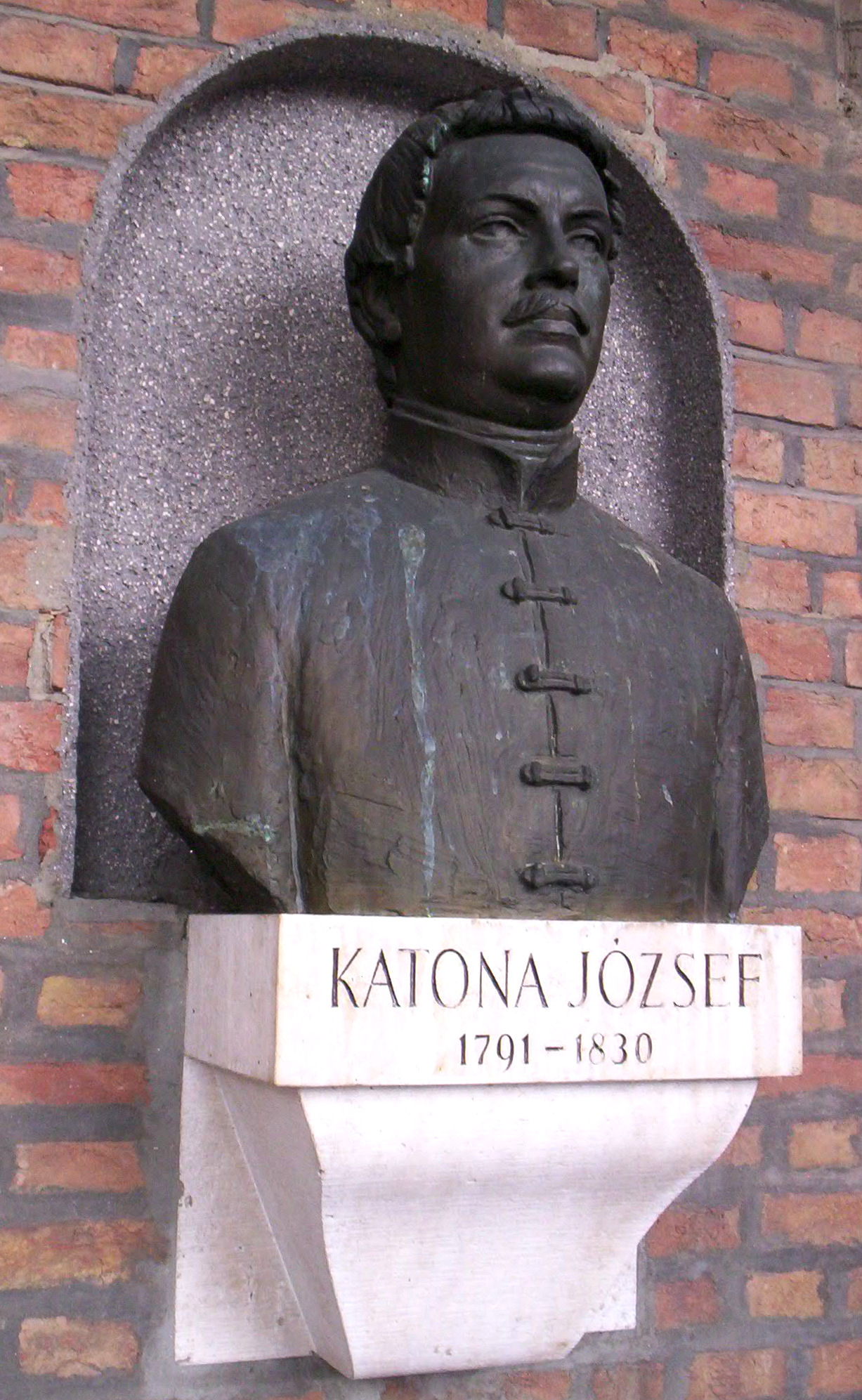
Katona József

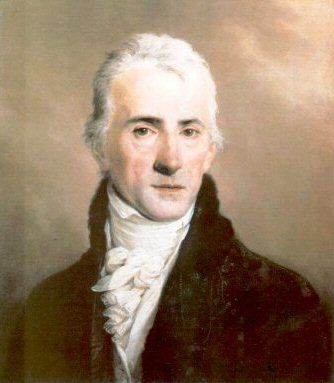
Kazinczy Ferenc

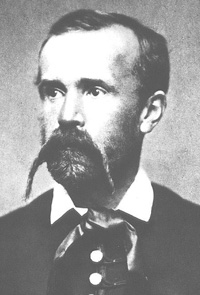
Madách Imre

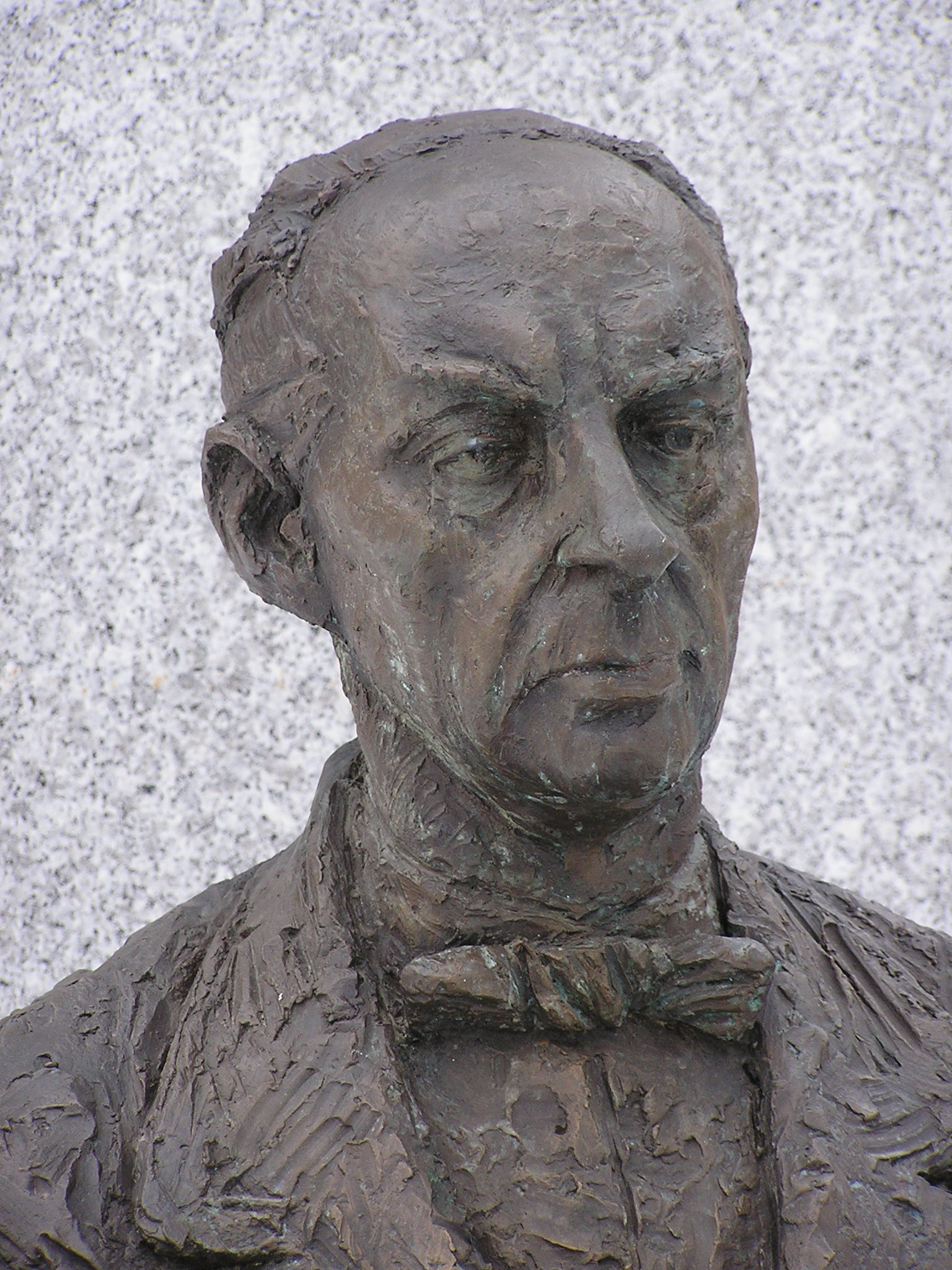
Márai Sándor

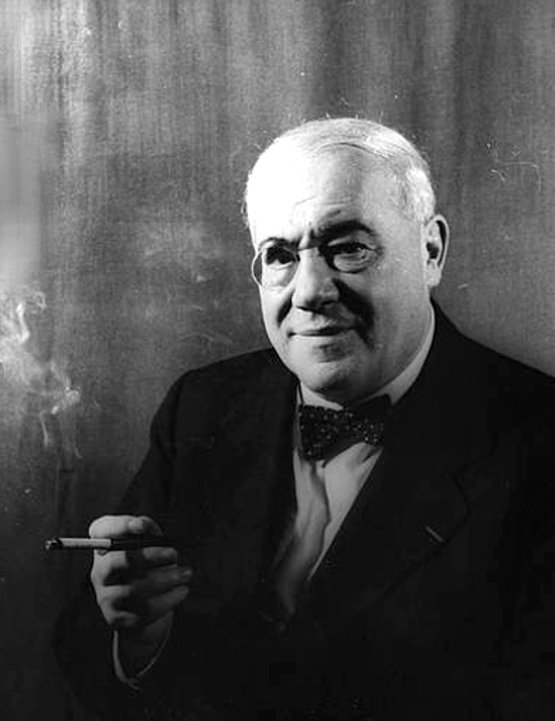
Molnár Ferenc

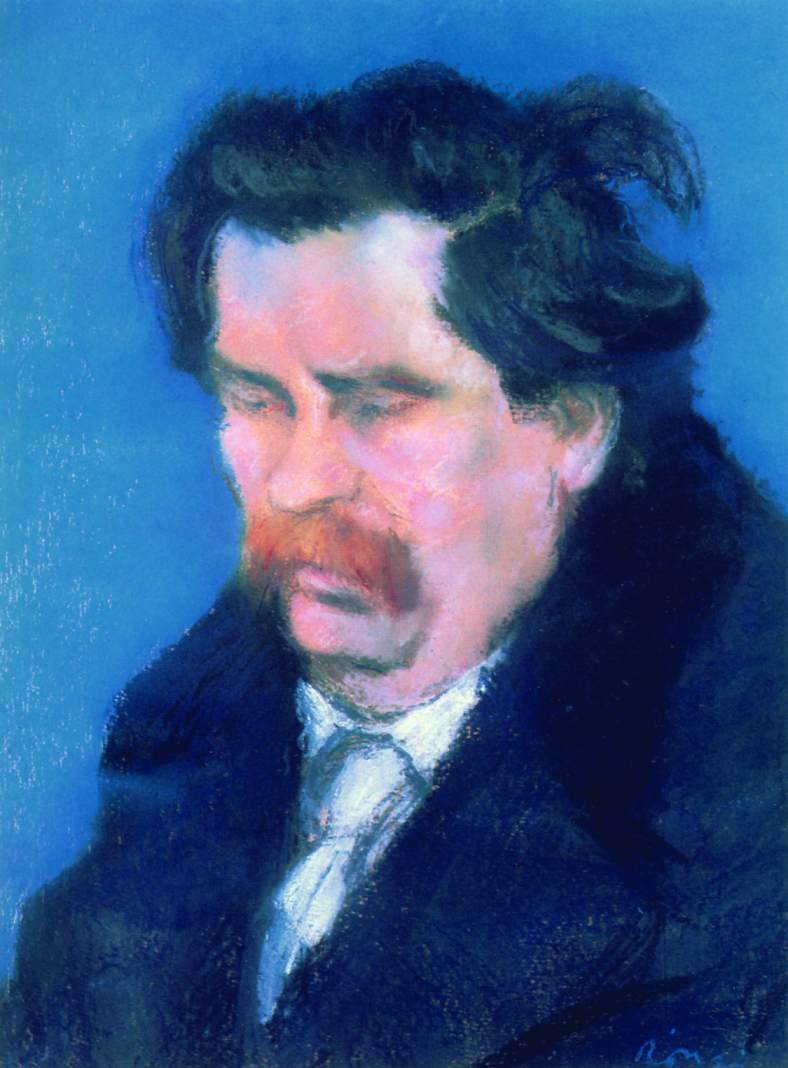
Móricz Zsigmond

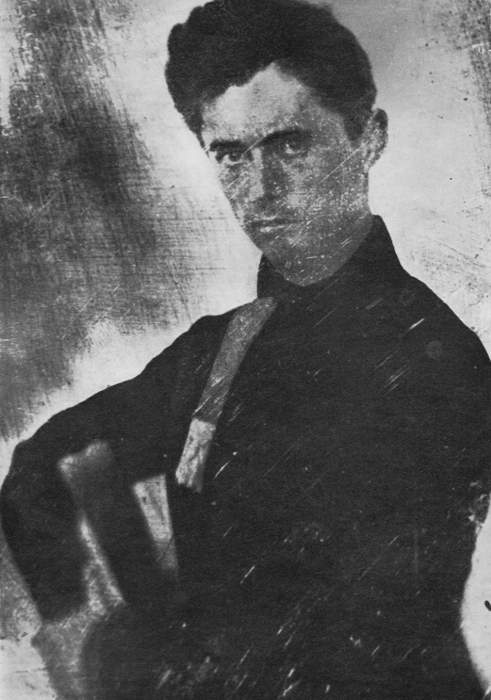
Petőfi Sándor

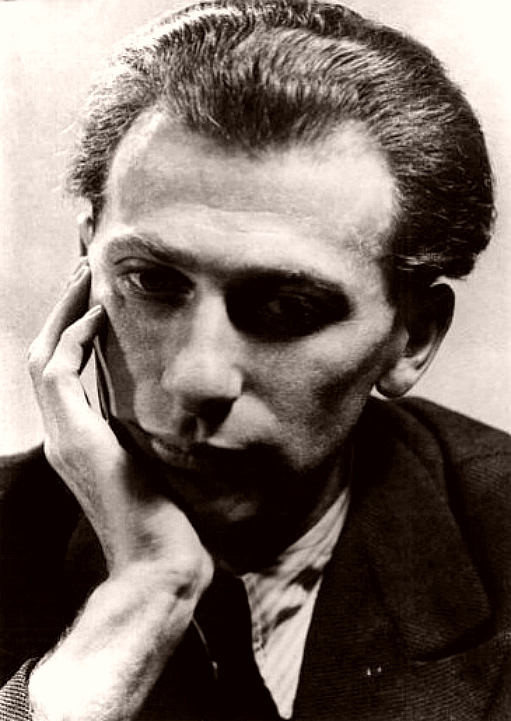
Radnóti Miklós

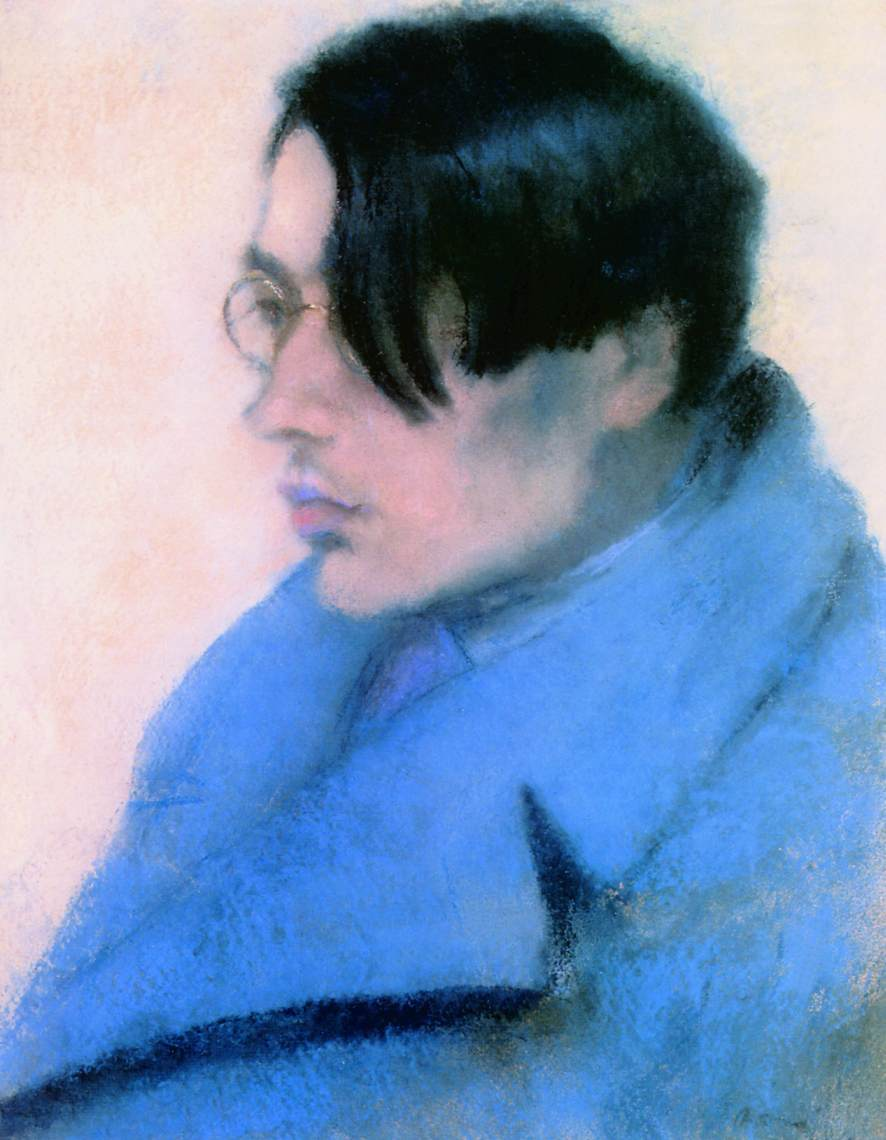
Szabó Lőrinc

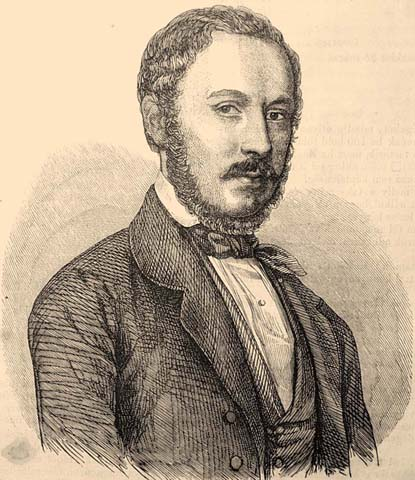
Tompa Mihály

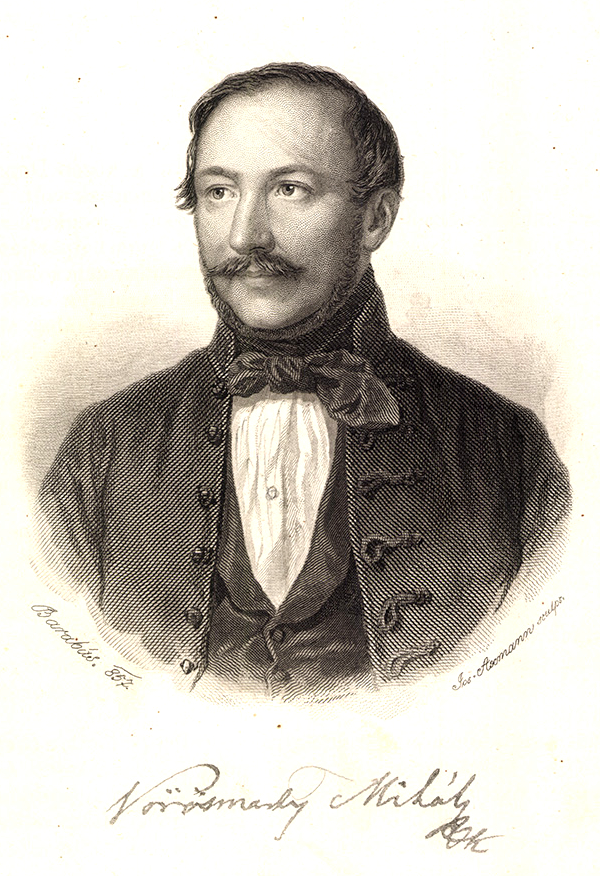
Vörösmarty Mihály

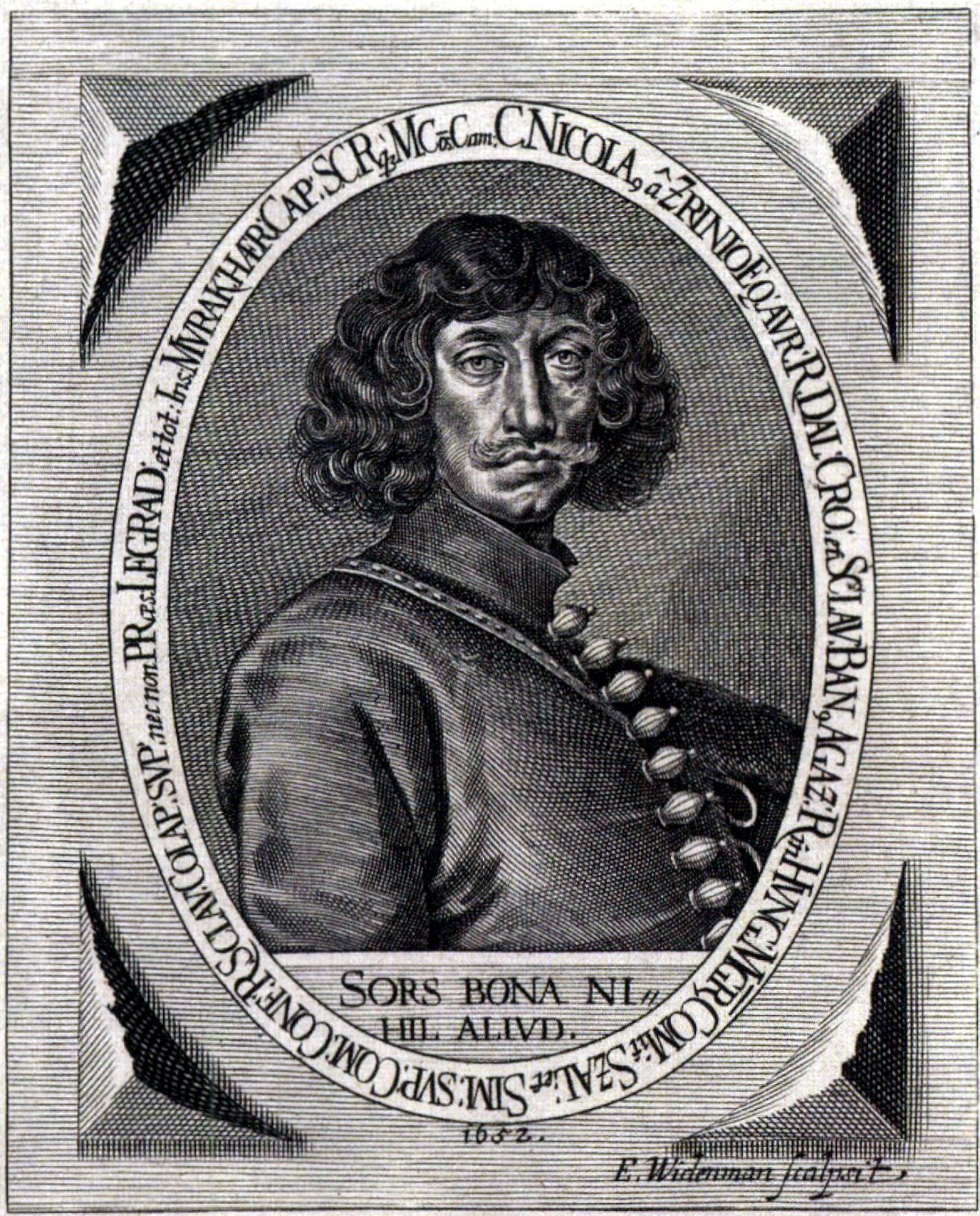
gróf Zrínyi Miklós

## A
- Ignác Acsády (1845–1904)
- Tamás Aczél (1921–1994)
- Endre Ady (1877–1919)
- Krisztián Alt (* 1976)
- Zoltán Ambrus (1861–1932)
- Pál Ányos (1756–1784)
- János Apáczai Csere (1625–1659)
- Lajos Áprily (1887–1967)
- János Arany (1817–1882)
- László Arany (1844–1898)

## B
- Mihály Babits (1883–1941)
- Julio Baghy (1891–1967)
- József Bajza (1804–1858)
- József Bakucz (1929–1990)
- Valentín Balaša (1554–1594)
- Béla Balázs (1884–1949)
- Ferenc Barnás (* 1959)
- Attila Bartis (* 1968)
- János Batsányi (1763–1845)
- Elek Benedek (1859–1929)
- Marcell Benedek (1885–1969)
- Vilmos Benczik (1945–2021)
- András Berkesi (1919-1997)
- Dániel Berzsenyi (1776–1836)
- György Bessenyei (1747–1811)
- Kata Bethlen (1700–1759)
- Miklós Bethlen (1642–1716)
- Ádám Bodor (1936–)
- Szilárd Borbély (1964–2014)
- Péter Bornemisza (1535–1584)
- Gyula Böszörményi (* 1964)
- Sándor Bródy (1863–1924)

## C
- László Cholnoky (1879–1929)
- Viktor Cholnoky (1868–1912)
- Géza Csáth (1887–1919)
- László Cs. Szabó (1905–1984)
- András Cserna–Szabó (*1974)
- Gergely Csiky (1842–1891)
- Mihály Csokonai Vitéz (1773–1805)
- Sándor Csoóri (1930–2016)
- Győző Csorba (1916–1995)
- István Csukás (1936–2020)

## D
- György Dalos (*1943)
- László Darvasi (*1962)
- Gábor Dayka (1769–1796)
- András Dékány (1903–1967)
- Tibor Déry (1894–1977)
- Miklós Dévényi
- Imre Dobozy (1917–1982)
- Kornél Döbrentei (* 1946)
- György Dragomán (* 1973)
- Jenő Dsida (1907–1938)

## E
- Zoltán Egressy (*1967)
- István Eörsi (1931–2005)
- József Eötvös (1813–1871)
- Virág Erdős (* 1968)
- Péter Esterházy (1950–2016)

## F
- Sebastián Fabricius (1625 - 1681)
- Ferenc Faludi (1704–1779)
- György Faludy (1910-2006)
- Péter Farkas (* 1955)
- Mihály Fazekas (1766–1828)
- Endre Fejes (1923–2015)
- Ferenc Fejtő (1909-2008)
- István Fekete (1900–1970)
- Miksa Fenyo (1877–1972)
- Pál Ficsku (1967–2024)
- Milán Füst (1888–1967)

## G
- Erzsébet Galgóczi (1930–1989)
- Géza Gárdonyi (1863–1922)
- Lorand Gaspar (* 1925)
- Andor Endre Gelléri (1906–1945)
- Márton Gerlóczy (* 1981)
- Nándor Gion (1941–2002)
- Krisztián Grecsó (* 1976)
- Árpád Göncz (1922–2015)
- Gábor Görgey (* 1929)
- Albert Gyergyai (1893–1981)
- Balázs Györe (* 1954)
- Pál Gyulai (1826–1909)
- Tibor Gyurkovics (1931–2008)

## H
- Bálint Harcos (* 1976)
- Robert Hász (* 1964)
- Győző Határ (1914–2006)
- Ferenc Herczeg (1863–1954)
- Gyula Hernádi (1926–2005)
- Lajos Hevesi (1843-1910)
- Miklós Hubay (1918–2011)

## I
- Ignotus (Hugó Veigelsberg) (1869–1949)
- Béla Illés (1895–1974)
- Endre Illés (1902–1986)
- Gyula Illyés (1902–1983)

## J
- Éva Janikovszky (1926–2003)
- Zoltán Jékely (1913–1982)
- Anna Jókaiová (1932–2017)
- Mór Jókai (1825–1904)
- Miklós Jósika (1794–1865)
- Tamás Jónás (* 1973)
- Attila József (1905–1937)
- Ferenc Juhász (1928–2015)
- Gyula Juhász (1883–1937)

## K
- Margit Kaffka (1880–1918)
- Kálmán Kalocsay (1891–1978)
- Sándor Kányádi (1929–2018)
- Ferenc Karinthy (1921–1992)
- Frigyes Karinthy (1887–1938)
- József Kármán (1769–1795)
- György Károly (* 1953)
- Lajos Kassák (1887–1967)
- József Katona (1791–1830)
- Ferenc Kazinczy (1759–1831)
- Zsigmond Kemény (1814–1875)
- Wolfgang von Kempelen (1734–1804)
- Ákos Kertész (* 1932)
- Imre Kertész (1928–2016)
- Károly Kisfaludy (1788–1830)
- Sándor Kisfaludy (1772–1844)
- Ephraim Kishon (Ferenc Kishont) (1924–2005)
- József Kiss (1842–1921)
- László Kiss (* 1976)
- Ottó Kiss (* 1963)
- Yudit Kiss
- Ferenc Kölcsey (1790–1838)
- György Konrád (1933–2019)
- Ferenc Körmendi
- István Kormos (1923–1977)
- Dezső Kosztolányi (1885–1936)
- László Krasznahorkai (* 1954)
- Attila Kristóf (1938–2015)
- Gyula Krúdy (1878–1933)
- Árpád Kun (* 1965)

## L
- Menyhért Lakatos (1926–2007)
- Zsolt Láng (* 1958)
- László Lator (* 1927)
- Ervin Lázár (1936–2006)

## M
- Imre Madách (1823–1864)
- Iván Mándy (1918–1995)
- Sándor Márai (1900–1989)
- László Márton (*1954)
- András Maros (* 1971)
- László Mécs (1895–1978)
- Dezső Mészöly (1918–2011)
- Miklós Mészöly (1921–2001)
- Kelemen Mikes (1690–1761)
- Kálmán Mikszáth (1847–1910)
- György Moldova (* 1934)
- Ferenc Molnár (1878–1952)
- Anita Moskátová (* 1989)
- Ferenc Móra (1879–1934)
- Zsigmond Móricz (1879–1942)

## N
- Péter Nádas (* 1942)
- Gáspár Nagy (1949–2007)
- Gergely Nagy (* 1969)
- Lajos Nagy (1883–1954)
- László Nagy (1925–1978)
- Ágnes Nemes Nagy (1922–1991)
- György Nemes (1910–1998)
- Gábor Németh (* 1956)
- László Németh (1903–1975)

## O
- Ottó Orbán (1936–2002)
- Géza Ottlik (1912–1990)
- István Örkény (1912–1979)
- Ferenc Örsi (1927-1994)

## P
- András Pályi (*1942)
- Janus Pannonius (1434–1472)
- Lajos Parti Nagy (* 1953)
- Géza Páskándi (1933–1995)
- Péter Pázmány (1570–1637)
- Gergely Péterfy (* 1966)
- Sándor Petőfi (1823–1849)
- György Petri (1943–2000)
- János Pilinszky (1921–1981)
- Alaine Polcz (1922–2007)

## R
- Miklós Radnóti (1909–1944)
- Zsuzsa Rakovszky (* 1950)
- Jenő Rejtő (1905–1943)
- Zsigmond Remenyik (1900–1962)
- Miklós Rónaszegi (* 1930)
- György Rónay (1913–1978)

## S
- Ferenc Sánta (1927–2008)
- Imre Sarkadi (1921–1961)
- György Schwajda (1943–2010)
- György Somlyó (*1920–2006)
- György Spiró (* 1946)
- András Sütő (1927–2006)
- Dezső Szabó (1879–1945)
- Lőrinc Szabó (1900–1957)
- Magda Szabóová (1917–2007)
- György Szántó (1893-1961)
- Noémi Szécsi (* 1976)
- Fábián János Szeder (1784–1859)
- János Székely (1901–1958)
- István Széchenyi (1791–1860)
- Zsuzsa Szemes (* 1950)
- László Szentjóbi Szabó (1767–1795)
- Miklós Szentkuthy (1908–1988)
- Ernő Szép (1884–1953)
- Antal Szerb (1901–1945)
- Seth-F. Henriett (* 1980)
- Domokos Szilágyi (1938–1976)
- István Szilágyi (* 1938)
- Dezső Szomory (1869–1944)
- Géza Szőcs (* 1952)
- Edina Szvoren (* 1974)

## T
- Gyula Takáts (1911–2008)
- Áron Tamási (1897–1966)
- Dezső Tandori (1938–2019)
- Sándor Tar (1941–2005)
- Sándor Tatay (1910–1991)
- János Térey (1970–2019)
- Józsi Jenő Tersánszky (1888–1969)
- Katalin Thuróczy (* 1948)
- Ferenc Toldy (1805–1875)
- Ottó Tolnai (* 1940)
- Mihály Tompa (1817–1868)
- Árpád Tóth (1886–1928)
- Krisztina Tóthová (* 1967)

## V
- János Vajda (1825–1897)
- Miklós Vajda (* 1931)
- Miklós Vámos (* 1950)
- István Vas (1910–1991)
- Zoltán Vas (1903–1983)
- Attila Végh (* 1962)
- Péter Veres (1897–1970)
- Endre Vészi (1916–1987)
- Mihály Vörösmarty (1800–1855)

## W
- Albert Wass (1908–1998)
- Sándor Weöres (1913–1989)

## Z
- Tibor Zalán (* 1954)
- Pál Závada (* 1954)
- Zoltán Zelk (1906–1981)
- Lajos Zilahy (1891–1974)
- Péter Zilahy (* 1970)
- Mikuláš Zrinský (1620–1664)
- Béla Zsolt (1895–1949)